# Ravageur forestier
 (avril 2021).

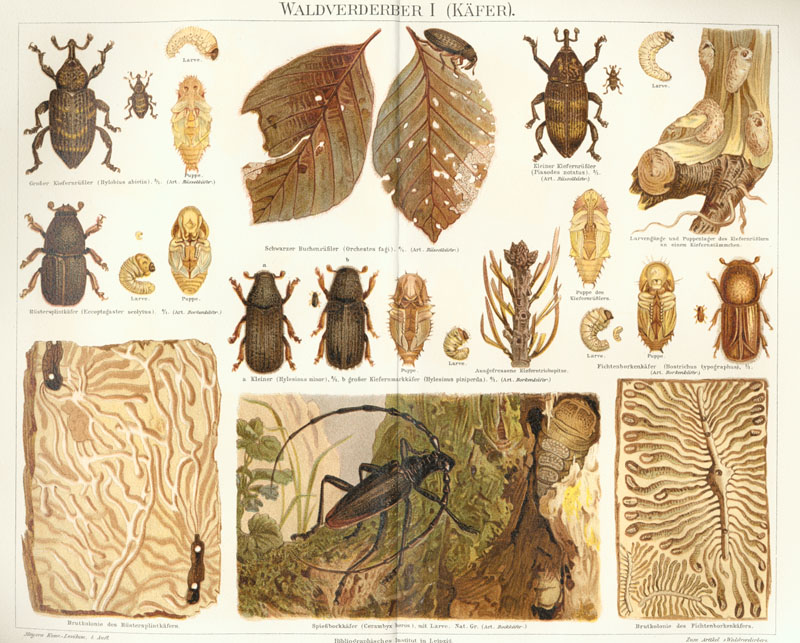
Ravageurs forestiers (coléoptères) (extrait du dictionnaire encyclopédique Meyer (1885-1890))

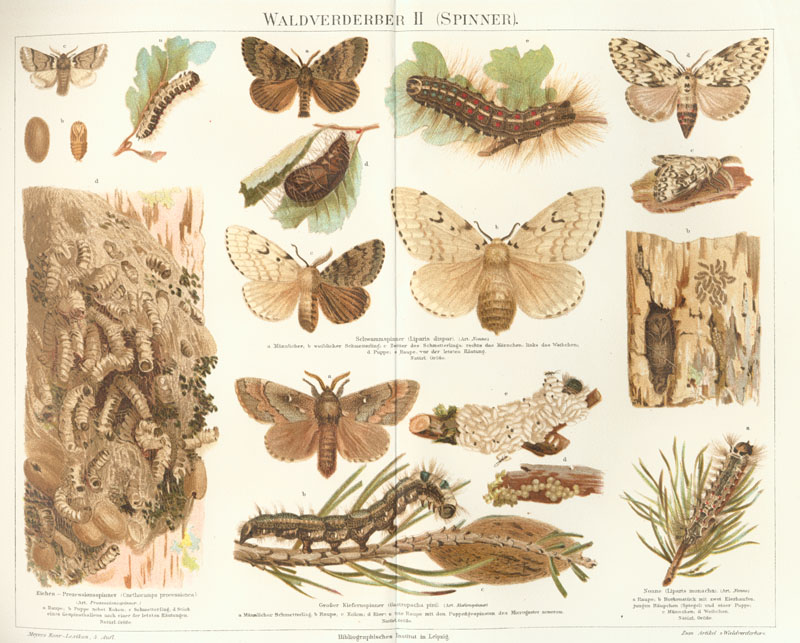
Ravageurs forestiers (vers à soie) (extrait du dictionnaire encyclopédique Meyer (1885-1890))

Les ravageurs forestiers sont des organismes qui endommagent diverses parties, organes et tissus d'espèces végétales d'arbres et d'arbustes forestiers, ce qui entraîne une diminution ou une perturbation de la croissance et de la fructification des plantes, leur disparition et des dommages.

## Groupes de ravageurs forestiers
La très grande majorité des ravageurs du bois sont des insectes ; certaines espèces d'acariens et de vertébrés, en particulier les rongeurs murins et les lagomorphes (lièvres), nuisent dans une moindre mesure.
La base de la classification des ravageurs forestiers en groupes est l' habitat, la nature du régime alimentaire, la nature des dommages. Selon les critères spécifiés, il existe:
- ravageurs du feuillage et des aiguilles ;
- ravageurs des tiges ;
- ravageurs des racines ;
- ravageurs des fruits et des graines.

Les ravageurs forestiers font partie de la faune forestière.